# Reggenza di Rokan Hilir
La reggenza di Rokan Hilir (in lingua indonesiana: Kabupaten Rokan Hilir) è una reggenza dell'Indonesia, situata nella provincia di Riau.